# نيكولاي هيس
نيكولاي هيس (بالدنماركية: Nikolaj Hess)‏ هو عازف جاز وعازف بيانو وأستاذ جامعي وملحن دنماركي، ولد في 1967.

## وصلات خارجية
- نيكولاي هيس على موقع ميوزك برينز (الإنجليزية)
- نيكولاي هيس على موقع أول ميوزيك (الإنجليزية)
- نيكولاي هيس على موقع ديسكوغز (الإنجليزية)